# Copa da Escócia de 1951–52
A Copa da Escócia de 1951-52 foi a 67º edição do torneio mais antigo do futebol da Escócia. O campeão foi o Motherwell F.C., que conquistou seu 1º título na história da competição ao vencer a final contra o Dundee F.C., pelo placar de 4 a 0.

## Premiação
| Copa da Escócia de 1951-52          |
| Escócia                             |
| ----------------------------------- |
| Motherwell F.C. Campeão (1º título) |